# Onthophagus longiceps
Onthophagus longiceps är en skalbaggsart som beskrevs av D'orbigny 1904. Onthophagus longiceps ingår i släktet Onthophagus och familjen bladhorningar. Inga underarter finns listade i Catalogue of Life.